# لويس دبليو. إيمرسون
لويس دبليو. إيمرسون (بالإنجليزية: Louis W. Emerson)‏ هو سياسي أمريكي، ولد في 25 يوليو 1857، وتوفي في 10 يونيو 1924. حزبياً، نشط في الحزب الجمهوري. وقد انتخب عضو مجلس ولاية نيويورك وانتخب عضو مجلس النواب الأمريكي.